# JK Tervis Pärnu
Pärnu JK Tervis, även Tervis Pärnu, mellan 1996 och 1999 under namnet Lelle SK, är en fotbollsklubb från Pärnu i Estland.
Klubben grundades som en idrottsförening 1921 och hade då ett flertal olika verksamheter, däribland tyngdlyftning. Klubben lades ned då Sovjetunionen ockuperade Estland 1940.
Då Estland blev självständigt från Sovjetunionen 1991 återuppstod fotbollsklubben och började spela i det estniska ligasystemet. 1996 bytte man namn till Lelle SK och började spela sina matcher i Lelle. Klubben upplöstes 2005 som konsekvens av dåliga ekonomiska resurser men återuppstod 2022 under sitt gamla namn Pärnu JK Tervis. Man fick en plats i femtedivisionen och lockade till sig ett par spelare från lokalrivalen Vaprus.

## Säsong för säsong
| Säsong           | Nivå | Liga         | Pos. | Referens |
| ---------------- | ---- | ------------ | ---- | -------- |
| Som Tervis Pärnu |      |              |      |          |
| 1993/1994        | 1    | Meistriliiga | 8    | [ 2 ]    |
| 1994/1995        | 1    | Esiliiga     | 2    | [ 3 ]    |
| 1995/1996        | 1    | Meistriliiga | 6    | [ 4 ]    |
| Som Lelle SK     |      |              |      |          |
| 1996/1997        | 1    | Meistriliiga | 4    | [ 5 ]    |
| 1997/1998        | 1    | Meistriliiga | 8    | [ 6 ]    |
| 1998             | 1    | Meistriliiga | 8    | [ 7 ]    |
| 1999             | 1    | Meistriliiga | 7    | [ 8 ]    |
| Som Tervis Pärnu |      |              |      |          |
| 2000             | 1    | Esiliiga     | 2    | [ 9 ]    |
| 2001             | 2    | Esiliiga     | 2    | [ 10 ]   |
| 2002             | 3    | Teine liiga  | 1    | [ 11 ]   |
| 2003             | 2    | Esiliiga     | 2    | [ 12 ]   |
| 2004             | 2    | Esiliiga     | 3    | [ 13 ]   |
| 2005             | 2    | Esiliiga     | 5    | [ 14 ]   |